# Filip Hurepel
Filip I Hurepel, Filip Rozczochrany (ur. 1200, zm. 1234) – hrabia Boulogne i Dammartin (od 1210) oraz Mortain i Aumale (od 1223), a także Clermont-en-Beauvaisis (od 1224). Syn Filipa II Augusta, króla Francji i Agnieszki z Meranu, jego trzeciej, nieuznanej za legalną, żony.

## Życiorys
Poślubił w 1210 roku Matyldę, hrabinę Boulogne, córkę Idy z Boulogne i Renalda z Dammartin, po którym objął w posiadanie hrabstwa Boulogne i Dammartin, gdyż ten przebywał w królewskiej niewoli. Gdy w 1227 Renald popełnił samobójstwo na zamku w Goulet, Filip stał się pełnoprawnym właścicielem obu hrabstw. Po śmierci króla Ludwika VIII zbuntował się przeciwko Blance Kastylijskiej, która została regentką w imieniu swego młodocianego syna Ludwika IX, gdyż sam chciał objąć regencję w imieniu bratanka. W 1230 roku pogodził się z Blanką i Ludwikiem, i wystąpił wraz z nimi przeciw Henrykowi III i Piotrowi Mauclercowi. Zmarł w wyniku wypadku na turnieju w Corbie, w roku 1234. Po jego śmierci Matylda wyszła za mąż za Alfonsa, drugiego syna Alfonsa II, króla Portugalii.
Filip miał z Matyldą córkę Joannę (1219–1252), żonę pana Montjay Waltera z Châtillon. Być może dzieckiem Matyldy i Filipa był także Alberyk (1222–po 1284), który miał zrzec się dziedzictwa na rzecz siostry i wyjechać do Anglii – jednak o tej filiacji świadczy późne źródło, natomiast brak jest źródeł z epoki, które by ją potwierdzały.